# Le Roi du cirque (Bob et Bobette)
Cet article concerne l'album de bande dessinée. Pour le film franco-autrichien, voir Le Roi du cirque.
Le Roi du cirque (De circusbaron en néerlandais) est le 29e album de bande dessinée de la série Bob et Bobette. Il porte le numéro 81 de la série actuelle.
Il a été écrit par Willy Vandersteen et publié dans De Standaard et Het Nieuwsblad du 31 décembre 1953 au 11 mai 1954. 

## Personnages
- Bob
- Bobette
- Lambique
- Sidonie
- Jérôme
- Jumbo l'éléphant
- Radja le tigre alias A.Traptou
- V.Antriloque
- Roberto, le prestidigitateur
- Tazzan[2]

## Lieux
- Belgique, Campine
- Autoroute Anvers-Bruxelles

## Autour de l'album
L'histoire contient des incohérences claires :
- Au début de l'histoire, Sidonie reçoit des cours de conduite dans la voiture de Lambique. La façon dont elle conduit montre qu'elle n'a aucune expérience. Cependant, plus tard dans l'histoire, on peut voir que Sidonie traverse la forêt à grande vitesse. Elle dit ensuite qu'elle a l'habitude de se faufiler entre les tramways.
- Nulle part dans l'histoire on ne voit clairement comment la voiture du ventriloque est soudainement évacuée après avoir été abattue sous les yeux de Bob. On ne sait pas non plus qui est celui qui met ensuite un signe en l'air dans la foule. Bien qu'A.Traptou soit dans la peau du tigre Radja pendant une grande partie de l'histoire, Radja / A.Traptou se comporte visiblement comme un vrai tigre. Le tigre s'oppose même directement à Lambique, Bob, Bobette et Sidonie, entre autres en mordant la queue du lion au moment où Lambique met sa tête dans la gueule du lion. Il les arrête également lorsqu'ils tentent de fuir le cirque.
- Le magicien Roberto s'avère être l'invisible (bien que cela semble être le réalisateur au début de l'histoire) et également le capitaine du gang de voyous, mais toutes sortes de scènes antérieures de l'histoire ne sont pas tout à fait compatibles avec ce fait.
- Lorsque Tazzan et Jack découvrent que Lambique, Bob, Bobette et Sidonie sont des amis de Jérôme, ils semblent complètement surpris, bien qu'ils aient déjà essayé de leur cacher plusieurs choses
- Roberto abandonne très facilement à la fin de l'histoire par rapport aux scènes précédentes.
- La mise en place d'un cirque entier, uniquement comme couverture pour forer illégalement du pétrole avec l'une des voitures de cirque servant de plate-forme de forage, semble un peu farfelue.
- Le rôle exact du baron qui invite Lambique au début de l'histoire à rejoindre le cirque Fantasar reste incertain[3].
- L'histoire est fortement influencée par la guerre froide entre les pays occidentaux et l'Orient communiste[4]..
- Willy Vandersteen a surement  été influencé par la réouverture du Brussels Royal Circus le 1er janvier 1954, avec la superstar absolue Buster Keaton (* 1895 - 1966)[4].

## Éditions
- De circusbaron, Standaard, 1958 : Édition originale en néerlandais
- Le roi du cirque, Erasme, 1968 ; Édition française